# LINE OFFLINE サラリーマン
『LINE OFFLINE サラリーマン』（ラインオフライン サラリーマン）は、LINEアプリ内のスタンプに使われているオリジナルキャラクターを主人公とした、2013年1月7日から同年9月30日までテレビ東京（関東ローカル）で放送されていた5分枠のショートアニメ。
キャラクター達がとある会社のサラリーマンになって繰り広げられる、シュールな世界を描く。同キャラクターを用いた30分アニメ『LINE TOWN』とは別監督・別制作会社であり、各キャラクターの設定も異なるが、担当声優は同じである。

## 登場キャラクター
ムーン係長
声 - 森川智之
ラインコーポレーション商品企画課係長。同僚が気にするくらいよく鼻毛が出ている。残業が多く（時には1か月以上家に帰っていないほど）、居眠りをする時は後頭部に顔を描いている。部屋は一か月ゴミをほったらかしにしてゴミだらけにするほどだが、分別はきちんとする。完璧主義者で、オフィスが少しでも散らかっていると、仕事を忘れて掃除したくなる。『LINE TOWN』とは異なり、自宅が登場するのは彼だけである。
ブラウン
声 - なし
商品企画課係長。ムーンが唯一腹を割って話せる相手。無口でメールで答える。受話器を取るのが素早い。「21時以降飲食禁止」という決まりを忘れていたとはいえ、飲食が禁じられる健康診断の待ち時間でただ一人おにぎりを食べ続けるなど自分勝手な一面もある。実は雷が大の苦手。
コニー
声 - 金田アキ
デザイン課のOL。常にダイエットとリバウンドを繰り返している。机の引き出しの中は大量のお菓子で埋め尽くされている。集中力がないのが欠点。
ジェームズ課長
声 - 風間勇刀
マーチャンダイジング課長で社長の息子。ナルシストであり、常に自分の顔を確認していないと禁断症状が出る。昔、パントマイムをやっていたことがあり、プレゼンでパントマイムを披露した事からニューヨーク留学に4日間のみ行ったこともある。また、オフィスには常に自分の美しさを確認するため、机の上、引き出しの中、キーボードの裏、天井などに計48個の鏡がある。
サリー
声 - 榎本温子
第13話より登場。部長から預けられた変わったクチバシのヒヨコ。実は海外赴任から戻ったばかりの社長秘書。クチバシ占いや心理テストなどの特技がある。出番が少ない。
ジェシカ
声 - 國立幸
マーチャンダイジング課のOL。コニーと同期でプライベートでも仲がいい。また初期の頃はかなり毒舌家だった。社内でコーラス部を発足しているものの、他に部員はブラウンしかいない。スマホの電話帳には部長をヒゲチョロリンと登録してある。お金の返済には非常にうるさく、自分が計算している中、周りが勝手に返済する事を絶対に許さない。
部長
声 - 飛田展男
ムーンの上司。多少頼りない。仕事中にソリティアをしていることがあり、ムーンにしばしば非難される。俳句部長だったがムーンに譲っている。妻とは大ゲンカした翌日でも愛妻弁当を作ってくれるほどの仲。

## スタッフ
- 監督 - 田上キミノリ
- 企画 - 舛田淳、安齋進
- 原案協力 - 金大錫、兼保圭介
- キャラクターデサイナー - Groove Mogi
- CGディレクター - 小林田八、佐藤雄太郎
- 編集 - 東京現像所
- 編集担当 - 山本洋平
- アニメーションプロデューサー - 西山宗弘 → 高橋弘道
- 制作担当 - 中村龍
- 音響監督 - 渡辺淳
- 効果 - 和田俊也
- サウンドミキサー - 宮本賢人
- 音響プロデューサー - 西名武
- 音響制作担当 - 小室亜紗子
- 音響制作・録音スタジオ - HALF H・P STUDIO
- 音楽制作 - テレビ東京ミュージック
- 音楽プロデューサー - 田中統英
- 音楽 - 末廣健一郎
- アニメーション制作 - 小学館ミュージック&デジタル エンタテイメント
- アニメーション制作協力 - ハッピープロジェクト
- アシスタントプロデューサー - 長谷川友紀、千代島優
- 番組担当 - 白石誠（テレビ東京）
- プロデューサー - 神宮字真
- 制作 - 小学館集英社プロダクション
- 制作 - LINE OFFLINE

## 主題歌
オープニングテーマ「あいうえおんがく♬」（ユニバーサルミュージック）
作詞・作曲・歌 - GReeeeN / 編曲 - JIN
81話よりOPに場面カットが挿入されるようになった。

## 各話リスト
| 話数        | サブタイトル                         | 脚本         | 絵コンテ                 | CG制作                         | 放送日        |
| ----------- | ------------------------------------ | ------------ | ------------------------ | ------------------------------ | ------------- |
| スタンプ1   | 視線                                 | 田辺茂範     | 田上キミノリ             | ハッピープロジェクト           | 2013年 1月7日 |
| スタンプ2   | 居眠り                               | 田辺茂範     | 神谷純                   | イメージ・セッション           | 1月8日        |
| スタンプ3   | 電話                                 | 田辺茂範     | 武藤健司                 | シュガーレスファクトリー       | 1月9日        |
| スタンプ4   | 抗議                                 | 小出圭祐     | 田上キミノリ             | ハッピープロジェクト           | 1月14日       |
| スタンプ5   | プレゼン                             | 小出圭祐     | 神谷純                   | ウェルツアニメーションスタジオ | 1月15日       |
| スタンプ6   | 会議                                 | 小出圭祐     | 武藤健司                 | イメージ・セッション           | 1月16日       |
| スタンプ7   | 差し入れ                             | 田辺茂範     | 神谷純                   | ウェルツアニメーションスタジオ | 1月21日       |
| スタンプ8   | 居眠り                               | 田辺茂範     | 武藤健司                 | タスキブ                       | 1月22日       |
| スタンプ9   | 秘密                                 | 田辺茂範     | 田上キミノリ             | デジタルスタジオ・ジャパン     | 1月23日       |
| スタンプ10  | 居眠り                               | 田辺茂範     | 神谷純                   | キネマティクスジャパン         | 1月28日       |
| スタンプ11  | 記憶                                 | 小出圭祐     | 遊佐かずしげ             | キネマティクスジャパン         | 1月29日       |
| スタンプ12  | 領収書                               | 田辺茂範     | 田上キミノリ             | ハッピープロジェクト           | 1月30日       |
| スタンプ13  | サリー様                             | 小出圭祐     | 神谷純                   | ウェルツアニメーションスタジオ | 2月4日        |
| スタンプ14  | 腹痛                                 | 小出圭祐     | 武藤健司                 | イメージ・セッション           | 2月5日        |
| スタンプ15  | マスク                               | 田辺茂範     | 武藤健司                 | シュガーレスファクトリー       | 2月6日        |
| スタンプ16  | 残業                                 | 田辺茂範     | 田上キミノリ             | ハッピープロジェクト           | 2月11日       |
| スタンプ17  | 占い                                 | 小出圭祐     | 田上キミノリ             | ハッピープロジェクト           | 2月12日       |
| スタンプ18  | マジック                             | 田辺茂範     | 武藤健司                 | シュガーレスファクトリー       | 2月13日       |
| スタンプ19  | 健康診断                             | 田辺茂範     | シュガーレスファクトリー | シュガーレスファクトリー       | 2月18日       |
| スタンプ20  | プレッシャー                         | 田辺茂範     | 神谷純                   | ウェルツアニメーションスタジオ | 2月19日       |
| スタンプ21  | セキュリティ                         | 田辺茂範     | 田上キミノリ             | ハッピープロジェクト           | 2月20日       |
| スタンプ22  | ダイエット                           | 田辺茂範     | 田上キミノリ             | ハッピープロジェクト           | 2月25日       |
| スタンプ23  | セキュリティ                         | 田辺茂範     | 武藤健司                 | タスキブ                       | 2月26日       |
| スタンプ24  | サークル                             | 田辺茂範     | シュガーレスファクトリー | シュガーレスファクトリー       | 2月27日       |
| スタンプ25  | おみやげ                             | 永野たかひろ | 田上キミノリ             | ハッピープロジェクト           | 3月4日        |
| スタンプ26  | 弁当                                 | 永野たかひろ | 武藤健司                 | ウェルツアニメーションスタジオ | 3月5日        |
| スタンプ27  | 鞄                                   | 小出圭祐     | シュガーレスファクトリー | シュガーレスファクトリー       | 3月6日        |
| スタンプ28  | バッテリー                           | 田辺茂範     | 田上キミノリ             | ハッピープロジェクト           | 3月11日       |
| スタンプ29  | クッキー                             | 田辺茂範     | シュガーレスファクトリー | シュガーレスファクトリー       | 3月12日       |
| スタンプ30  | 会議                                 | 田辺茂範     | シュガーレスファクトリー | シュガーレスファクトリー       | 3月13日       |
| スタンプ31  | 夢                                   | 田辺茂範     | シュガーレスファクトリー | シュガーレスファクトリー       | 3月18日       |
| スタンプ32  | 風邪                                 | 田辺茂範     | 田上キミノリ             | ハッピープロジェクト           | 3月19日       |
| スタンプ33  | シール                               | 田辺茂範     | 遊佐かずしげ             | ウェルツアニメーションスタジオ | 3月20日       |
| スタンプ34  | 特技                                 | 小出圭祐     | 田上キミノリ             | ハッピープロジェクト           | 3月25日       |
| スタンプ35  | アイス                               | 小出圭祐     | 神谷純                   | ウェルツアニメーションスタジオ | 3月26日       |
| スタンプ36  | オフィスラブ                         | 永野たかひろ | シュガーレスファクトリー | シュガーレスファクトリー       | 3月27日       |
| スタンプ37  | 茶柱                                 | 吉田正幸     | 田上キミノリ             | ハッピープロジェクト           | 4月1日        |
| スタンプ38  | ゴミ箱                               | 永野たかひろ | 田上キミノリ             | ハッピープロジェクト           | 4月2日        |
| スタンプ39  | ゴミ箱                               | 永野たかひろ | シュガーレスファクトリー | シュガーレスファクトリー       | 4月3日        |
| スタンプ40  | おにぎり                             | 田辺茂範     | シュガーレスファクトリー | シュガーレスファクトリー       | 4月8日        |
| スタンプ41  | ネクタイ                             | 田辺茂範     | 竹内光                   | ウェルツアニメーションスタジオ | 4月9日        |
| スタンプ42  | よびだし                             | 田辺茂範     | 神谷純                   | タスキブ                       | 4月10日       |
| スタンプ43  | ガラス（コニー）                     | 小出圭祐     | シュガーレスファクトリー | シュガーレスファクトリー       | 4月15日       |
| スタンプ44  | ガラス（ムーン係長）                 | 小出圭祐     | シュガーレスファクトリー | シュガーレスファクトリー       | 4月16日       |
| スタンプ45  | ガラス（部長）                       | 小出圭祐     | シュガーレスファクトリー | シュガーレスファクトリー       | 4月17日       |
| スタンプ46  | 飲み会                               | 小出圭祐     | 田上キミノリ             | ハッピープロジェクト           | 4月22日       |
| スタンプ47  | 鏡                                   | 小出圭祐     | 株本穀                   | ウェルツアニメーションスタジオ | 4月23日       |
| スタンプ48  | キャスター                           | 吉田正幸     | シュガーレスファクトリー | シュガーレスファクトリー       | 4月24日       |
| スタンプ49  | 記憶力                               | 永野たかひろ | 神谷純                   | ウェルツアニメーションスタジオ | 4月29日       |
| スタンプ50  | いたずら                             | 小出圭祐     | シュガーレスファクトリー | シュガーレスファクトリー       | 4月30日       |
| スタンプ51  | セキュリティ                         | 田辺茂範     | 田上キミノリ             | ハッピープロジェクト           | 5月1日        |
| スタンプ52  | おなら                               | 小出圭祐     | 田上キミノリ             | ハッピープロジェクト           | 5月6日        |
| スタンプ53  | はみだし                             | 吉田正幸     | シュガーレスファクトリー | シュガーレスファクトリー       | 5月7日        |
| スタンプ54  | オリジナル                           | 吉田正幸     | シュガーレスファクトリー | シュガーレスファクトリー       | 5月8日        |
| スタンプ55  | プレゼン必勝法                       | 小出圭祐     | 田上キミノリ             | ハッピープロジェクト           | 5月13日       |
| スタンプ56  | 記憶にございません                   | 永野たかひろ | シュガーレスファクトリー | シュガーレスファクトリー       | 5月14日       |
| スタンプ57  | 福                                   | 永野たかひろ | 田上キミノリ             | ハッピープロジェクト           | 5月20日       |
| スタンプ58  | 熱血!俳句部                          | 小出圭祐     | 株本穀                   | ウェルツアニメーションスタジオ | 5月21日       |
| スタンプ59  | 部長、頑張る。                       | 永野たかひろ | シュガーレスファクトリー | シュガーレスファクトリー       | 5月22日       |
| スタンプ60  | ムーンの汚部屋                       | 田辺茂範     | 田上キミノリ             | ハッピープロジェクト           | 5月27日       |
| スタンプ61  | ジャラッとしたもの                   | 田辺茂範     | 武藤健司                 | イメージ・セッション           | 5月28日       |
| スタンプ62  | トイレにブラウン                     | 田辺茂範     | 黒川幸佑                 | ウェルツアニメーションスタジオ | 5月29日       |
| スタンプ63  | ゴミッションインポッシブル           | 田辺茂範     | 遊佐かずしげ             | ウェルツアニメーションスタジオ | 6月3日        |
| スタンプ64  | ポンヌスポンヌ?                      | 永野たかひろ | 田上キミノリ             | ハッピープロジェクト           | 6月4日        |
| スタンプ65  | 土下座                               | 田辺茂範     | シュガーレスファクトリー | シュガーレスファクトリー       | 6月5日        |
| スタンプ66  | 逆襲のG                              | 田辺茂範     | 竹内光                   | ハッピープロジェクト           | 6月10日       |
| スタンプ67  | 袋綴じがお好き                       | 小出圭祐     | シュガーレスファクトリー | シュガーレスファクトリー       | 6月11日       |
| スタンプ68  | キミはシャングリラ                   | 田辺茂範     | 株本穀                   | ウェルツアニメーションスタジオ | 6月12日       |
| スタンプ69  | かぶりものがお好き♡                  | 田辺茂範     | 竹内光                   | ハッピープロジェクト           | 6月17日       |
| スタンプ70  | CAと合コン♡                          | 小出圭祐     | くわじまゆきお           | ウェルツアニメーションスタジオ | 6月18日       |
| スタンプ71  | ポンヌスポンヌ♡                      | 永野たかひろ | シュガーレスファクトリー | シュガーレスファクトリー       | 6月19日       |
| スタンプ72  | さよならジェームズ前編               | 田辺茂範     | 田上キミノリ             | ハッピープロジェクト           | 6月24日       |
| スタンプ73  | さよならジェームズ中編               | 田辺茂範     | 田上キミノリ             | ハッピープロジェクト           | 6月25日       |
| スタンプ74  | さよならジェームズ完結編             | 田辺茂範     | 田上キミノリ             | ハッピープロジェクト           | 6月26日       |
| スタンプ75  | サリー&ドラゴン                      | 田辺茂範     | シュガーレスファクトリー | シュガーレスファクトリー       | 7月1日        |
| スタンプ76  | ダブルドラゴン                       | 田辺茂範     | シュガーレスファクトリー | シュガーレスファクトリー       | 7月2日        |
| スタンプ77  | アウトブレイク                       | 小出圭祐     | 遊佐かずしげ             | ウェルツアニメーションスタジオ | 7月3日        |
| スタンプ78  | 抜き差しならない状況                 | 吉田正幸     | シュガーレスファクトリー | シュガーレスファクトリー       | 7月8日        |
| スタンプ79  | 夫婦喧嘩                             | 小出圭祐     | 遊佐かずしげ             | ウェルツアニメーションスタジオ | 7月9日        |
| スタンプ80  | ようこそ!石油王                      | 永野たかひろ | シュガーレスファクトリー | シュガーレスファクトリー       | 7月10日       |
| スタンプ81  | サリーの心理テスト                   | 田辺茂範     | 田上キミノリ             | ハッピープロジェクト           | 7月15日       |
| スタンプ82  | ムーンの残念会                       | 吉田正幸     | 田上キミノリ             | ハッピープロジェクト           | 7月16日       |
| スタンプ83  | サリーのお仕事                       | 永野たかひろ | くわじまゆきお           | ウェルツアニメーションスタジオ | 7月17日       |
| スタンプ84  | こけしの呪い                         | 田辺茂範     | シュガーレスファクトリー | シュガーレスファクトリー       | 7月22日       |
| スタンプ85  | 水曜日に使いたくなる格言             | 田辺茂範     | 田上キミノリ             | ハッピープロジェクト           | 7月23日       |
| スタンプ86  | みんなの中華鍋                       | 田辺茂範     | 黒川幸佑                 | ウェルツアニメーションスタジオ | 7月24日       |
| スタンプ87  | おもいやりの傘                       | 田辺茂範     | 田上キミノリ             | ハッピープロジェクト           | 7月29日       |
| スタンプ88  | 帰れない夜♡                          | 田辺茂範     | 遊佐かずしげ             | ウェルツアニメーションスタジオ | 7月30日       |
| スタンプ89  | 完璧主義者                           | 吉田正幸     | シュガーレスファクトリー | シュガーレスファクトリー       | 7月31日       |
| スタンプ90  | 暴露!! ムーンの秘密!                 | 永野たかひろ | 田上キミノリ             | ハッピープロジェクト           | 8月5日        |
| スタンプ91  | ありのままのコニー                   | 永野たかひろ | シュガーレスファクトリー | シュガーレスファクトリー       | 8月6日        |
| スタンプ92  | むずむずジェームズ                   | 小出圭祐     | シュガーレスファクトリー | シュガーレスファクトリー       | 8月7日        |
| スタンプ93  | 部長!ガマンできません!               | 永野たかひろ | 田上キミノリ             | ハッピープロジェクト           | 8月12日       |
| スタンプ94  | モテ肌!夏メイク!                     | 田辺茂範     | 遊佐かずしげ             | ウェルツアニメーションスタジオ | 8月13日       |
| スタンプ95  | この後おいしくいただきました         | 吉田正幸     | 株本穀                   | イメージ・セッション           | 8月14日       |
| スタンプ96  | 部長が祝われます                     | 田辺茂範     | 神谷純                   | ハッピープロジェクト           | 8月19日       |
| スタンプ97  | ムーンがお答えします                 | 吉田正幸     | 遊佐かずしげ             | ウェルツアニメーションスタジオ | 8月20日       |
| スタンプ98  | コニーが頑張ります                   | 小出圭祐     | シュガーレスファクトリー | シュガーレスファクトリー       | 8月21日       |
| スタンプ99  | ハワイ旅行を一組2名様に              | 田辺茂範     | 神谷純                   | ハッピープロジェクト           | 8月26日       |
| スタンプ100 | 水もしたたるイイオトコ               | 田辺茂範     | シュガーレスファクトリー | シュガーレスファクトリー       | 8月27日       |
| スタンプ101 | サリーのお仕事2                      | 永野たかひろ | くわじまゆきお           | ウェルツアニメーションスタジオ | 8月28日       |
| スタンプ102 | クイズに答えて一千万!                | 田辺茂範     | 竹内光                   | ハッピープロジェクト           | 9月2日        |
| スタンプ103 | そうだ!熱海に行こう                  | 小出圭祐     | 遊佐かずしげ             | ウェルツアニメーションスタジオ | 9月3日        |
| スタンプ104 | 灼熱のMTG                            | 田辺茂範     | シュガーレスファクトリー | シュガーレスファクトリー       | 9月4日        |
| スタンプ105 | 上司ビンビン物語!                    | 田辺茂範     | 武藤健司                 | ハッピープロジェクト           | 9月9日        |
| スタンプ106 | 売り切れ続出!魅惑のプリン            | 田辺茂範     | シュガーレスファクトリー | シュガーレスファクトリー       | 9月10日       |
| スタンプ107 | 出来る男のプライベート               | 田辺茂範     | 遊佐かずしげ             | ウェルツアニメーションスタジオ | 9月11日       |
| スタンプ108 | 本当は痛い背中の痛み                 | 永野たかひろ | シュガーレスファクトリー | シュガーレスファクトリー       | 9月16日       |
| スタンプ109 | 本当は怖い金銭トラブル               | 小出圭祐     | シュガーレスファクトリー | シュガーレスファクトリー       | 9月17日       |
| スタンプ110 | 本当は怖い格差社会                   | 吉田正幸     | くわじまゆきお           | ウェルツアニメーションスタジオ | 9月18日       |
| スタンプ111 | ラストサラリーマン 前編              | 田辺茂範     | 田上キミノリ             | ハッピープロジェクト           | 9月23日       |
| スタンプ112 | ラストサラリーマン 中編              | 田辺茂範     | 田上キミノリ             | ハッピープロジェクト           | 9月24日       |
| スタンプ113 | ラストサラリーマン 完結編            | 田辺茂範     | 田上キミノリ             | ハッピープロジェクト           | 9月25日       |
| スタンプ114 | メイキング・オブ・ラストサラリーマン | 田辺茂範     | 田上キミノリ             | ハッピープロジェクト           | 9月30日       |

## 放送局
| 放送地域   | 放送局     | 放送期間               | 放送日時                | 放送系列       | 備考                                                            |
| ---------- | ---------- | ---------------------- | ----------------------- | -------------- | --------------------------------------------------------------- |
| 関東広域圏 | テレビ東京 | 2013年1月7日 - 9月30日 | 月 - 水曜 25:30 - 25:35 | テレビ東京系列 |                                                                 |
| 日本全域   | YouTube    | 2013年1月16日 -        | 水曜 更新               | ネット配信     | 小学館集英社プロダクションチャンネルにて 一部エピソードを配信。 |

## DVD
すべて日本コロムビアからのリリース
| 巻 | サブタイトル           | 発売日         | 規格品番  |
| -- | ---------------------- | -------------- | --------- |
| 1  | さよならジェームズ     | 2014年5月28日  | COBC-6572 |
| 2  | ラストサラリーマン     | 2014年9月17日  | COBC-6685 |
| 3  | 出来る男のプライベート | 2014年12月17日 | COBC-6718 |
| 4  | ポンヌスポンヌ♥        | 2015年3月18日  | COBC-6744 |
| 5  | 記憶にございません     | 2015年6月17日  | COBC-6793 |
| 6  | モテ肌! 夏メイク!      | 2015年10月21日 | COBC-6866 |